# Greg Miller (Basketballspieler)
Gregory Steven Miller (* 8. Oktober 1977 in Mount Holly) ist ein ehemaliger US-amerikanisch-italienischer Basketballspieler.

## Laufbahn
Der in Mount Holly (US-Bundesstaat New Jersey) geborene Miller studierte von 1997 bis 2001 an der University of Delaware und spielte für die Basketballmannschaft der Hochschule in der ersten NCAA-Division. In insgesamt 122 Einsätzen erreichte der 1,92 Meter große Aufbau- und Flügelspieler Mittelwerte von 6,3 Punkten, 3,1 Rebounds sowie 1,6 Korbvorlagen pro Begegnung.
Seine erste Station als Berufsbasketballspieler vor der französische Zweitligist Etendard de Brest, für den er kurzzeitig im Frühjahr 2002 spielte. Zur Saison 2002/03 wechselte er zu den Telekom Baskets Bonn in die Basketball-Bundesliga nach Deutschland. Miller blieb bis März 2004 in Bonn, absolvierte in dieser Zeit allerdings nur 16 Bundesliga-Spiele, da ihn Verletzungen immer wieder zurückwarfen. Im Frühjahr 2005 wurde er vom schwedischen Erstligisten Södertälje Kings unter Vertrag genommen, verstärkte die Mannschaft bis zum Ende des Spieljahres 2004/05, in der er mit Södertälje die schwedische Meisterschaft gewann.
Im Herbst 2005 stieß er zum deutschen Zweitligisten Crailsheim Merlins, für den er bis Saisonende 2007/08 spielte und Leistungsträger war. In seiner letzten Spielzeit bei den Crailsheimern erzielte Miller in der 2. Bundesliga ProB im Durchschnitt 18,1 Punkte pro Begegnung und überzeugte insbesondere als Distanzwerfer. Zu Beginn der Saison 2008/09 stand er in Diensten des Schweizer Nationalligisten Sion Herens Basket, wechselte im Laufe des Spieljahres aber zur TG Renesas Landshut in die 2. Bundesliga ProB, da sich Sion vom Wettkampfbetrieb zurückgezogen hatte.
Im Januar 2010 wechselte Miller zum BC Weißenhorn in die 2. Bundesliga ProB und wurde dort mit einem Vertrag bis zum Ende der Saison 2009/10 ausgestattet.
Anschließend kehrte Miller in die Vereinigten Staaten zurück und arbeitete von Sommer 2010 bis September 2012 als Assistenztrainer an der Susquehanna University (Bundesstaat Pennsylvania). Zwischen 2012 und 2015 gehörte er als Co-Trainer zum Stab der Basketballmannschaft der St. Lawrence University (Bundesstaat New York). Von 2015 bis 2020 war er Cheftrainer an der Naval Academy Preparatory School (Bundesstaat Rhode Island).